# Khatauli
Khatauli is een stad en gemeente in het district Muzaffarnagar van de Indiase staat Uttar Pradesh. De stad ligt tussen de steden Muzaffarnagar (in het noorden) en Meerut (in het zuiden) en ongeveer 100 kilometer ten noordoosten van de metropool Delhi.

## Demografie
Volgens de Indiase volkstelling van 2001 wonen er 58.497 mensen in Khatauli, waarvan 52% mannelijk en 48% vrouwelijk is. De plaats heeft een alfabetiseringsgraad van 60%.